# Nedachlebice
Nedachlebice (in tedesco Nedachlebitz) è un comune della Repubblica Ceca facente parte del distretto di Uherské Hradiště, nella regione di Zlín.